# Epidendrum campestre
Epidendrum campestre är en orkidéart som beskrevs av John Lindley. Epidendrum campestre ingår i släktet Epidendrum och familjen orkidéer. Inga underarter finns listade i Catalogue of Life.